# Sindicato de Directores de Estados Unidos

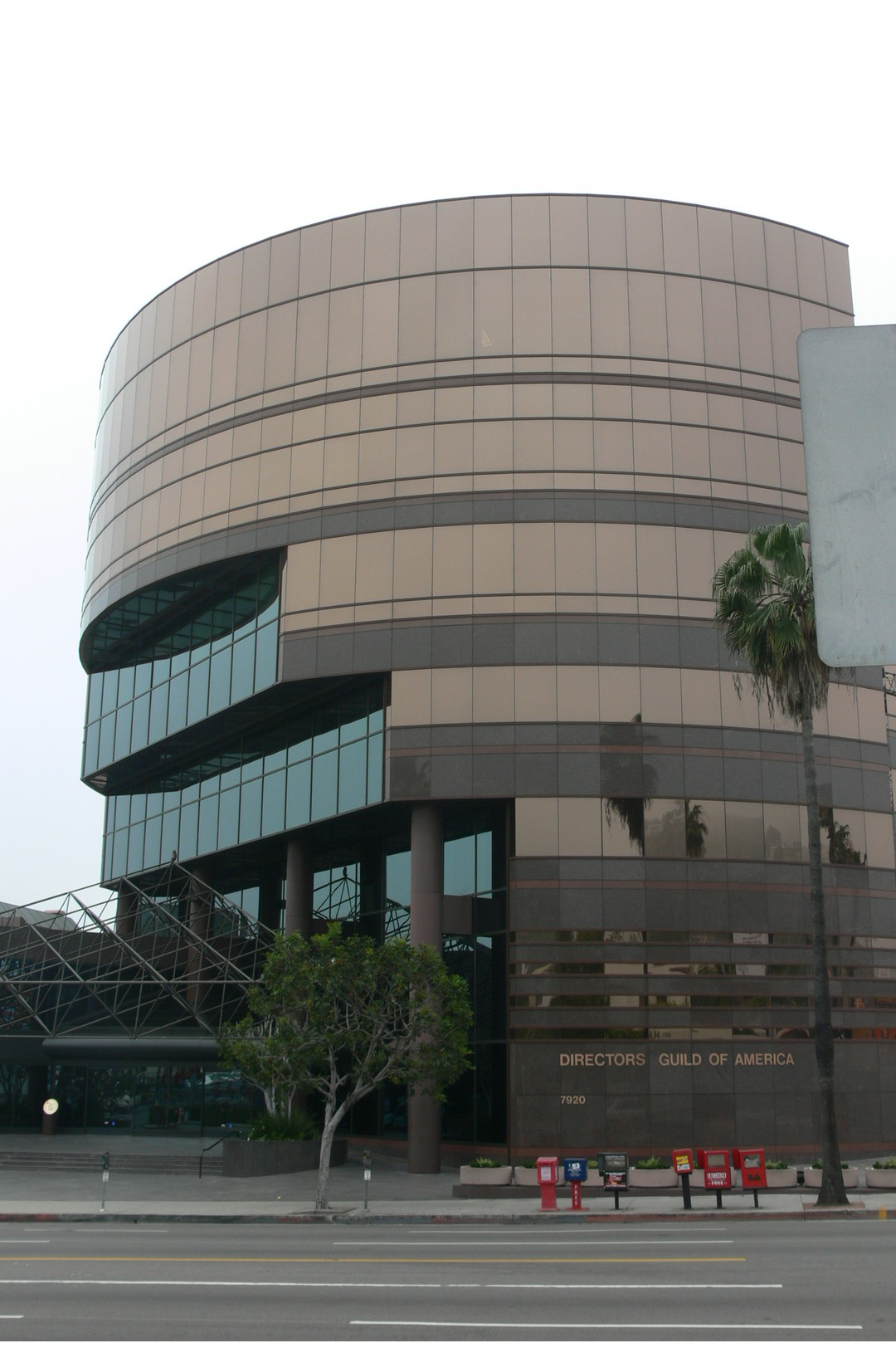
Edificio del Sindicato de Directores de Estados Unidos en Sunset Boulevard, Los Ángeles, Estados Unidos.

El Sindicato de Directores de Estados Unidos (DGA) (en inglés: Directors Guild of America) es el gremio que representa los intereses de los directores de cine y televisión de la industria audiovisual estadounidense. Fundado en 1936 bajo el nombre de Sindicato de Directores de la Pantalla (SDG) (en inglés: Screen Directors Guild), cambió a la actual denominación en 1960.

## Presidentes
- 1936-1938 King Vidor
- 1939-1941 Frank Capra
- 1941-1943 George Stevens
- 1943-1944 Mark Sandrich
- 1944-1946 John Cromwell
- 1948-1950 George Marshall
- 1950-1951 Joseph L. Mankiewicz
- 1951-1959 George Sidney
- 1960-1961 Frank Capra
- 1961-1967 George Sidney
- 1967-1971 Delbert Mann
- 1971-1975 Robert Wise
- 1975-1979 Robert Aldrich
- 1979-1981 George Schaefer
- 1981-1983 Jud Taylor
- 1983-1987 Gilbert Cates
- 1987-1989 Franklin J. Schaffner
- 1993-1997 Gene Reynolds
- 1997-2002 Jack Shea
- 2002-2003 Martha Coolidge
- 2003-2009 Michael Apted
- 2009-2013 Taylor Hackford
- 2013-2017 Paris Barclay
- 2017-presente Thomas Schlamme